# Mohamed Elyounoussi
Mohamed Amine Elyounoussi (Al-Hoseyma, 4 agosto 1994) è un calciatore marocchino naturalizzato norvegese, centrocampista del Copenaghen e della nazionale norvegese.

## Biografia
È il cugino di Tarik Elyounoussi. Pur essendo di nazionalità norvegese, è nato in Marocco.

## Carriera

### Club

#### Sarpsborg 08
Elyounoussi ha giocato, a livello giovanile, per il Sarpsborg. Il 15 giugno 2009 ha firmato un contratto con il Fredrikstad. Il 23 novembre dello stesso anno, si è accordato con il Sarpsborg 08, a cui si è legato con un accordo valido a partire dal 1º gennaio successivo.
Ha debuttato in squadra il 13 maggio 2010, sostituendo Morten Giæver nella vittoria per 3-1 sul Drøbak/Frogn, in un match valido per l'edizione stagionale del Norgesmesterskapet. Non ha giocato alcun incontro del campionato 2010, che si è concluso con la promozione del suo club nella massima divisione locale.
L'8 maggio 2011 ha esordito allora nell'Eliteserien, subentrando a Michael Røn nella sconfitta per 1-0 sul campo dell'Odd Grenland. Ha giocato 9 partite nella stessa stagione, ma al termine del campionato il Sarpsborg 08 è tornato in 1. divisjon.
Nella stagione successiva, il Sarpsborg 08 è tornato in Eliteserien. Il 17 marzo 2013, Elyounoussi ha segnato le prime reti in massima divisione, con una doppietta nel pareggio per 2-2 maturato sul campo del Lillestrøm. Al termine dell'annata, la sua squadra ha raggiunto la salvezza attraverso le qualificazioni all'Eliteserien, battendo il Ranheim nel doppio confronto; a livello personale, Elyounoussi ha 32 presenze e 8 reti tra tutte le competizioni. Il 10 dicembre 2013 ha rinnovato il contratto che lo legava al Sarpsborg 08 per altre due stagioni.

#### Molde
Il 15 marzo 2014, il Molde ha reso noto sul proprio sito internet d'aver trovato un'intesa col Sarpsborg 08 per il trasferimento di Elyounoussi. Il 17 marzo, il giocatore ha firmato un contratto quadriennale con il nuovo club. Ha esordito in squadra il 28 marzo, schierato titolare nella vittoria per 2-0 sul Vålerenga. Il 21 aprile sono arrivate le prime reti, con una doppietta ai danni della sua ex squadra del Sarpsborg 08, mediante cui ha contribuito al successo del Molde per 5-1. Il 4 ottobre 2014 ha vinto il campionato 2014 con questa squadra, raggiungendo matematicamente il successo finale con quattro giornate d'anticipo grazie alla vittoria per 1-2 sul campo del Viking. Il 17 ottobre seguente, il suo nome è stato inserito tra i candidati per la vittoria del premio Kniksen per il miglior centrocampista del campionato. Il riconoscimento è andato però a Jone Samuelsen. Il 23 novembre successivo, il Molde ha centrato il successo finale nel Norgesmesterskapet 2014, ottenendo così il double.

#### Basilea
Il 6 luglio 2016 gli svizzeri del Basilea hanno ufficializzato l'ingaggio del calciatore, che si è legato al nuovo club con un contratto quadriennale. Elyounoussi ha scelto la maglia numero 24, che già portava al Molde.

#### Southampton e prestito biennale al Celtic
Dopo due stagioni in Svizzera, il 29 giugno 2018 Elyounoussi passa al Southampton per 16 milioni di sterline, firmando un contratto per cinque anni.
Il 30 agosto 2020, dopo avere trovato poco spazio coi londinesi (rendendo sotto le aspettative), viene ceduto in prestito al Celtic.
Il 30 giugno 2020 il prestito viene esteso per un'altra stagione.
Al termine del secondo anno in prestito fa ritorno al Southampton, con cui milita per i due anni di contratto rimanenti, imponendosi maggiormente nelle rotazione dell'allenatore Ralph Hasenhüttl.
Il 15 giugno 2023 viene annunciato il mancato rinnovo del suo contratto in scadenza con i Saints.

#### Copenaghen
Il 27 luglio 2023 viene acquistato dal Copenaghen.

### Nazionale
A livello giovanile, Elyounoussi ha rappresentato le selezioni Under-15, Under-17, Under-18, Under-19, Under-21 ed Under-23 della Norvegia. Per quanto concerne l'Under-21, ha esordito il 10 ottobre 2013, subentrando ad Elbasan Rashani nella sconfitta interna per 1-3 contro l'Azerbaigian. Il 9 ottobre 2014 ha realizzato la prima rete, nella vittoria per 4-1 sull'Irlanda, in amichevole.
Ha debuttato in nazionale maggiore il 18 gennaio 2014, sostituendo Erik Huseklepp nell'amichevole persa per 3-0 contro la Polonia ad Abu Dhabi.

## Statistiche

### Presenze e reti nei club
Statistiche aggiornate al 29 giugno 2025.
| Stagione            | Club                | Campionato          | Campionato | Campionato | Coppe nazionali | Coppe nazionali | Coppe nazionali | Coppe continentali | Coppe continentali | Coppe continentali | Supercoppe | Supercoppe | Supercoppe | Totale | Totale |
| Stagione            | Club                | Comp                | Pres       | Reti       | Comp            | Pres            | Reti            | Comp               | Pres               | Reti               | Comp       | Pres       | Reti       | Pres   | Reti   |
| ------------------- | ------------------- | ------------------- | ---------- | ---------- | --------------- | --------------- | --------------- | ------------------ | ------------------ | ------------------ | ---------- | ---------- | ---------- | ------ | ------ |
| 2010                | Sarpsborg 08        | 1D                  | 0          | 0          | CN              | 2               | 0               | -                  | -                  | -                  | -          | -          | -          | 2      | 0      |
| 2011                | Sarpsborg 08        | ES                  | 9          | 0          | CN              | 0               | 0               | -                  | -                  | -                  | -          | -          | -          | 9      | 0      |
| 2012                | Sarpsborg 08        | 1D                  | 26         | 9          | CN              | 3               | 1               | -                  | -                  | -                  | -          | -          | -          | 29     | 10     |
| 2013                | Sarpsborg 08        | ES                  | 29+2       | 6+2        | CN              | 1               | 0               | -                  | -                  | -                  | -          | -          | -          | 32     | 8      |
| Totale Sarpsborg 08 | Totale Sarpsborg 08 | Totale Sarpsborg 08 | 64+2       | 15+2       |                 | 6               | 1               |                    | -                  | -                  |            | -          | -          | 72     | 18     |
| 2014                | Molde               | ES                  | 30         | 13         | CN              | 4               | 4               | UEL                | 3                  | 0                  | -          | -          | -          | 37     | 17     |
| 2015                | Molde               | ES                  | 28         | 12         | CN              | 1               | 0               | UCL+UEL            | 4+9                | 3+4                | -          | -          | -          | 42     | 19     |
| gen.-lug. 2016      | Molde               | ES                  | 12         | 5          | CN              | 1               | 1               | -                  | -                  | -                  | -          | -          | -          | 13     | 6      |
| Totale Molde        | Totale Molde        | Totale Molde        | 70         | 30         |                 | 6               | 5               |                    | 16                 | 7                  |            | -          | -          | 92     | 42     |
| 2016-2017           | Basilea             | SL                  | 32         | 10         | CS              | 4               | 0               | UCL                | 3                  | 0                  | -          | -          | -          | 39     | 10     |
| 2017-2018           | Basilea             | SL                  | 33         | 11         | CS              | 3               | 0               | UCL                | 8                  | 2                  | -          | -          | -          | 44     | 13     |
| Totale Basilea      | Totale Basilea      | Totale Basilea      | 65         | 21         |                 | 7               | 0               |                    | 11                 | 2                  |            | -          | -          | 83     | 23     |
| 2018-2019           | Southampton         | PL                  | 16         | 0          | FACup+CdL       | 0+3             | 0               | -                  | -                  | -                  | -          | -          | -          | 19     | 0      |
| 2019-2020           | Celtic              | SP                  | 10         | 4          | SC+CdL          | 3+3             | 1+2             | UCL+UEL            | 0+6                | 1                  | -          | -          | -          | 22     | 8      |
| 2020-2021           | Celtic              | SP                  | 29+5       | 8+2        | SC+CdL          | 2+1             | 1+0             | UCL+UEL            | 2+7                | 2+4                | -          | -          | -          | 46     | 17     |
| Totale Celtic       | Totale Celtic       | Totale Celtic       | 39+5       | 12+2       |                 | 9               | 4               |                    | 15                 | 7                  |            | -          | -          | 69     | 25     |
| 2021-2022           | Southampton         | PL                  | 30         | 4          | FACup+CdL       | 2+1             | 1+3             | -                  | -                  | -                  | -          | -          | -          | 33     | 8      |
| 2022-2023           | Southampton         | PL                  | 33         | 1          | FACup+CdL       | 1+4             | 0+0             | -                  | -                  | -                  | -          | -          | -          | 38     | 1      |
| Totale Southampton  | Totale Southampton  | Totale Southampton  | 79         | 5          |                 | 11              | 4               |                    | -                  | -                  |            | -          | -          | 90     | 9      |
| 2023-2024           | Copenaghen          | SL                  | 30         | 10         | CD              | 3               | 1               | UCL                | 12                 | 3                  | -          | -          | -          | 45     | 14     |
| 2024-2025           | Copenaghen          | SL                  | 27         | 8          | CD              | 6               | 1               | UECL               | 15                 | 2                  | -          | -          | -          | 48     | 11     |
| Totale Copenaghen   | Totale Copenaghen   | Totale Copenaghen   | 57         | 18         |                 | 9               | 2               |                    | 27                 | 5                  |            | -          | -          | 93     | 25     |
| Totale              | Totale              | Totale              | 381        | 105        |                 | 48              | 16              |                    | 69                 | 21                 |            | -          | -          | 498    | 142    |

### Cronologia presenze e reti in nazionale
| Cronologia completa delle presenze e delle reti in nazionale ― Norvegia | Cronologia completa delle presenze e delle reti in nazionale ― Norvegia | Cronologia completa delle presenze e delle reti in nazionale ― Norvegia | Cronologia completa delle presenze e delle reti in nazionale ― Norvegia | Cronologia completa delle presenze e delle reti in nazionale ― Norvegia | Cronologia completa delle presenze e delle reti in nazionale ― Norvegia | Cronologia completa delle presenze e delle reti in nazionale ― Norvegia | Cronologia completa delle presenze e delle reti in nazionale ― Norvegia |
| Data                                                                    | Città                                                                   | In casa                                                                 | Risultato                                                               | Ospiti                                                                  | Competizione                                                            | Reti                                                                    | Note                                                                    |
| ----------------------------------------------------------------------- | ----------------------------------------------------------------------- | ----------------------------------------------------------------------- | ----------------------------------------------------------------------- | ----------------------------------------------------------------------- | ----------------------------------------------------------------------- | ----------------------------------------------------------------------- | ----------------------------------------------------------------------- |
| 18-1-2014                                                               | Abu Dhabi                                                               | Polonia                                                                 | 3 – 0                                                                   | Norvegia                                                                | Amichevole                                                              | -                                                                       | 57’                                                                     |
| 27-8-2014                                                               | Stavanger                                                               | Norvegia                                                                | 0 – 0                                                                   | Emirati Arabi Uniti                                                     | Amichevole                                                              | -                                                                       |                                                                         |
| 3-9-2014                                                                | Londra                                                                  | Inghilterra                                                             | 1 – 0                                                                   | Norvegia                                                                | Amichevole                                                              | -                                                                       | 69’                                                                     |
| 12-11-2015                                                              | Oslo                                                                    | Norvegia                                                                | 0 – 1                                                                   | Ungheria                                                                | Qual. Euro 2016                                                         | -                                                                       | 74’                                                                     |
| 15-11-2015                                                              | Budapest                                                                | Ungheria                                                                | 2 – 1                                                                   | Norvegia                                                                | Qual. Euro 2016                                                         | -                                                                       | 46’                                                                     |
| 26-3-2017                                                               | Belfast                                                                 | Irlanda del Nord                                                        | 2 – 0                                                                   | Norvegia                                                                | Qual. Mondiali 2018                                                     | -                                                                       |                                                                         |
| 10-6-2017                                                               | Oslo                                                                    | Norvegia                                                                | 1 – 1                                                                   | Rep. Ceca                                                               | Qual. Mondiali 2018                                                     | -                                                                       |                                                                         |
| 13-6-2017                                                               | Oslo                                                                    | Norvegia                                                                | 1 – 1                                                                   | Svezia                                                                  | Amichevole                                                              | 1                                                                       |                                                                         |
| 1-9-2017                                                                | Oslo                                                                    | Norvegia                                                                | 2 – 0                                                                   | Azerbaigian                                                             | Qual. Mondiali 2018                                                     | -                                                                       |                                                                         |
| 4-9-2017                                                                | Stoccarda                                                               | Germania                                                                | 6 – 0                                                                   | Norvegia                                                                | Qual. Mondiali 2018                                                     | -                                                                       | 58’                                                                     |
| 5-10-2017                                                               | Serravalle                                                              | San Marino                                                              | 0 – 8                                                                   | Norvegia                                                                | Qual. Mondiali 2018                                                     | 3                                                                       | 71’                                                                     |
| 8-10-2017                                                               | Oslo                                                                    | Norvegia                                                                | 1 – 0                                                                   | Irlanda del Nord                                                        | Qual. Mondiali 2018                                                     | -                                                                       | 72’                                                                     |
| 11-11-2017                                                              | Skopje                                                                  | Macedonia                                                               | 2 – 0                                                                   | Norvegia                                                                | Amichevole                                                              | -                                                                       | 75’                                                                     |
| 14-11-2017                                                              | Trnava                                                                  | Slovacchia                                                              | 1 – 0                                                                   | Norvegia                                                                | Amichevole                                                              | -                                                                       | 83’ 90+1’                                                               |
| 23-3-2018                                                               | Oslo                                                                    | Norvegia                                                                | 4 – 1                                                                   | Australia                                                               | Amichevole                                                              | -                                                                       |                                                                         |
| 26-3-2018                                                               | Elbasan                                                                 | Albania                                                                 | 0 – 1                                                                   | Norvegia                                                                | Amichevole                                                              | -                                                                       |                                                                         |
| 6-9-2018                                                                | Oslo                                                                    | Norvegia                                                                | 2 – 0                                                                   | Cipro                                                                   | UEFA Nations League 2018-2019 - 1º turno                                | -                                                                       |                                                                         |
| 9-9-2018                                                                | Sofia                                                                   | Bulgaria                                                                | 1 – 0                                                                   | Norvegia                                                                | UEFA Nations League 2018-2019 - 1º turno                                | -                                                                       |                                                                         |
| 13-10-2018                                                              | Oslo                                                                    | Norvegia                                                                | 1 – 0                                                                   | Slovenia                                                                | UEFA Nations League 2018-2019 - 1º turno                                | -                                                                       | 90+3’                                                                   |
| 16-10-2018                                                              | Oslo                                                                    | Norvegia                                                                | 1 – 0                                                                   | Bulgaria                                                                | UEFA Nations League 2018-2019 - 1º turno                                | 1                                                                       |                                                                         |
| 16-11-2018                                                              | Lubiana                                                                 | Slovenia                                                                | 1 – 1                                                                   | Norvegia                                                                | UEFA Nations League 2018-2019 - 1º turno                                | -                                                                       |                                                                         |
| 19-11-2018                                                              | Nicosia                                                                 | Cipro                                                                   | 0 – 2                                                                   | Norvegia                                                                | UEFA Nations League 2018-2019 - 1º turno                                | -                                                                       | 42’, 90’                                                                |
| 23-3-2019                                                               | Valencia                                                                | Spagna                                                                  | 2 – 1                                                                   | Norvegia                                                                | Qual. Euro 2020                                                         | -                                                                       | 56’                                                                     |
| 26-3-2019                                                               | Oslo                                                                    | Norvegia                                                                | 3 – 3                                                                   | Svezia                                                                  | Qual. Euro 2020                                                         | -                                                                       | 72’                                                                     |
| 7-9-2020                                                                | Belfast                                                                 | Irlanda del Nord                                                        | 1 – 5                                                                   | Norvegia                                                                | UEFA Nations League 2020-2021 - 1º turno                                | 1                                                                       |                                                                         |
| 8-10-2020                                                               | Oslo                                                                    | Norvegia                                                                | 1 – 2 dts                                                               | Serbia                                                                  | Qual. Euro 2020                                                         | -                                                                       | 111’                                                                    |
| 11-10-2020                                                              | Oslo                                                                    | Norvegia                                                                | 4 – 0                                                                   | Romania                                                                 | UEFA Nations League 2020-2021 - 1º turno                                | -                                                                       | 85’                                                                     |
| 14-10-2020                                                              | Oslo                                                                    | Norvegia                                                                | 1 – 0                                                                   | Irlanda del Nord                                                        | UEFA Nations League 2020-2021 - 1º turno                                | -                                                                       | 75’                                                                     |
| 24-3-2021                                                               | Gibilterra                                                              | Gibilterra                                                              | 0 – 3                                                                   | Norvegia                                                                | Qual. Mondiali 2022                                                     | -                                                                       | 46’                                                                     |
| 27-3-2021                                                               | Malaga                                                                  | Norvegia                                                                | 0 – 3                                                                   | Turchia                                                                 | Qual. Mondiali 2022                                                     | -                                                                       | 67’                                                                     |
| 30-3-2021                                                               | Podgorica                                                               | Montenegro                                                              | 0 – 1                                                                   | Norvegia                                                                | Qual. Mondiali 2022                                                     | -                                                                       | 90’                                                                     |
| 2-6-2021                                                                | Malaga                                                                  | Norvegia                                                                | 1 – 0                                                                   | Lussemburgo                                                             | Amichevole                                                              | -                                                                       |                                                                         |
| 1-9-2021                                                                | Oslo                                                                    | Norvegia                                                                | 1 – 1                                                                   | Paesi Bassi                                                             | Qual. Mondiali 2022                                                     | -                                                                       | 25’                                                                     |
| 4-9-2021                                                                | Riga                                                                    | Lettonia                                                                | 0 – 2                                                                   | Norvegia                                                                | Qual. Mondiali 2022                                                     | 1                                                                       | 77’                                                                     |
| 7-9-2021                                                                | Oslo                                                                    | Norvegia                                                                | 5 – 1                                                                   | Gibilterra                                                              | Qual. Mondiali 2022                                                     | -                                                                       | 81’                                                                     |
| 8-10-2021                                                               | Istanbul                                                                | Turchia                                                                 | 1 – 1                                                                   | Norvegia                                                                | Qual. Mondiali 2022                                                     | -                                                                       |                                                                         |
| 11-10-2021                                                              | Oslo                                                                    | Norvegia                                                                | 2 – 0                                                                   | Montenegro                                                              | Qual. Mondiali 2022                                                     | 2                                                                       |                                                                         |
| 13-11-2021                                                              | Oslo                                                                    | Norvegia                                                                | 0 – 0                                                                   | Lettonia                                                                | Qual. Mondiali 2022                                                     | -                                                                       |                                                                         |
| 16-11-2021                                                              | Rotterdam                                                               | Paesi Bassi                                                             | 2 – 0                                                                   | Norvegia                                                                | Qual. Mondiali 2022                                                     | -                                                                       |                                                                         |
| 25-3-2022                                                               | Oslo                                                                    | Norvegia                                                                | 2 – 0                                                                   | Slovacchia                                                              | Amichevole                                                              | -                                                                       |                                                                         |
| 29-3-2022                                                               | Oslo                                                                    | Norvegia                                                                | 9 – 0                                                                   | Armenia                                                                 | Amichevole                                                              | -                                                                       | 46’                                                                     |
| 2-6-2022                                                                | Belgrado                                                                | Serbia                                                                  | 0 – 1                                                                   | Norvegia                                                                | UEFA Nations League 2022-2023 - 1º turno                                | -                                                                       | 87’                                                                     |
| 5-6-2022                                                                | Solna                                                                   | Svezia                                                                  | 1 – 2                                                                   | Norvegia                                                                | UEFA Nations League 2022-2023 - 1º turno                                | -                                                                       | 75’                                                                     |
| 9-6-2022                                                                | Oslo                                                                    | Norvegia                                                                | 0 – 0                                                                   | Slovenia                                                                | UEFA Nations League 2022-2023 - 1º turno                                | -                                                                       | 81’                                                                     |
| 12-6-2022                                                               | Oslo                                                                    | Norvegia                                                                | 3 – 2                                                                   | Svezia                                                                  | UEFA Nations League 2022-2023 - 1º turno                                | -                                                                       | 57’                                                                     |
| 24-9-2022                                                               | Lubiana                                                                 | Slovenia                                                                | 2 – 1                                                                   | Norvegia                                                                | UEFA Nations League 2022-2023 - 1º turno                                | -                                                                       | 70’                                                                     |
| 27-9-2022                                                               | Oslo                                                                    | Norvegia                                                                | 0 – 2                                                                   | Serbia                                                                  | UEFA Nations League 2022-2023 - 1º turno                                | -                                                                       | 57’                                                                     |
| 17-11-2022                                                              | Dublino                                                                 | Irlanda                                                                 | 1 – 2                                                                   | Norvegia                                                                | Amichevole                                                              | -                                                                       |                                                                         |
| 20-11-2022                                                              | Oslo                                                                    | Norvegia                                                                | 1 – 1                                                                   | Finlandia                                                               | Amichevole                                                              | -                                                                       | 66’                                                                     |
| 25-3-2023                                                               | Malaga                                                                  | Spagna                                                                  | 3 – 0                                                                   | Norvegia                                                                | Qual. Euro 2024                                                         | -                                                                       | 74’                                                                     |
| 28-3-2023                                                               | Batumi                                                                  | Georgia                                                                 | 1 – 1                                                                   | Norvegia                                                                | Qual. Euro 2024                                                         | -                                                                       | 78’                                                                     |
| 17-6-2023                                                               | Oslo                                                                    | Norvegia                                                                | 1 – 2                                                                   | Scozia                                                                  | Qual. Euro 2024                                                         | -                                                                       | 79’                                                                     |
| 16-11-2023                                                              | Oslo                                                                    | Norvegia                                                                | 2 – 0                                                                   | Fær Øer                                                                 | Amichevole                                                              | -                                                                       | 46’                                                                     |
| 19-11-2023                                                              | Glasgow                                                                 | Scozia                                                                  | 3 – 3                                                                   | Norvegia                                                                | Qual. Euro 2024                                                         | 1                                                                       | 60’                                                                     |
| 26-3-2024                                                               | Oslo                                                                    | Norvegia                                                                | 1 – 1                                                                   | Slovacchia                                                              | Amichevole                                                              | -                                                                       | 62’                                                                     |
| Totale                                                                  |                                                                         | Presenze                                                                | 55                                                                      |                                                                         | Reti                                                                    | 10                                                                      |                                                                         |

## Palmarès

### Club

#### Competizioni nazionali
- Campionato norvegese: 1

Molde: 2014
- Coppa di Norvegia: 1

Molde: 2014
- Campionato svizzero: 1

Basilea: 2016-2017
- Coppa Svizzera: 1

Basilea: 2016-2017
- Campionato scozzese: 1

Celtic: 2019-2020
- Coppa di Scozia: 1

Celtic: 2019-2020
- Coppa di Lega Scozzese: 1

Celtic: 2019-2020
- Campionato danese: 1

Copenhagen: 2024-2025
- Coppa di Danimarca: 1

Copenhagen: 2024-2025